# محمد بن مرشد الزغيبي
محمد بن مرشد الزغيبي وزير ودبلوماسي سعودي، من مواليد المدينة المنورة. عين سفيرآ للمملكة العربية السعودية في جمهورية مصر العربية عام1380 هـ / 1960م.

## العمل والمناصب
بدأ حياته العملية في خفر السواحل ثم نقل إلى الشعبة السياسية ثم التحق بوزارة الخارجية وعين سكرتيرآ أول عام1371 هجري (1951م)، وتدرج في السلك الدبلوماسي إلى أن عيّن مستشارآ في وزارة الخارجية عام1373 هـ (1953م) ثم عين وزيرآ مفوضآ في وزارة الخارجية عام 1376هـ (1956م)، وعين وزيراً للمواصلات في الحكومة التي أعلنها الملك سعود بن عبد العزيز في شهر مارس 1962م، شوال 1381هـ.
ويعمل الآن ابنه أحمد محمد الزغيبي سفيرآ للمملكة العربية السعودية في رومانيا.

## صدر عنه
(السفير الوزير محمد المرشد الزغيبي من الصحراء إلى ضفاف النيل) تأليف: الدكتور خالد محمد باطرفي. صدر عام 2016.